# Pinelands (Città del Capo)
Pinelands è un sobborgo orientale di Città del Capo in Sudafrica.
Principalmente residenziale, il sobborgo di Pinelands è una popolare città giardino, tradizionalmente apprezzata dai pensionati.

## Geografia fisica
Pinelands è situata a est dal quartiere di Observatory, a sud di Maitland e di Ndabeni e a nord di Mowbray. Il quartiere è separato, ad est, dalla township di Langa e dall'area industriale di Epping dall'asse viario della M17 (Jan Smuts Drive).

## Società
Secondo il censimento del 2011, il quartiere di Pinelands contava 14 198 residenti, in maggioranza appartenenti alla comunità bianca (62,30%). I coloured, gruppo etnico maggioritario nella municipalità metropolitana di Città del Capo, rappresentavano invece il 15,09% dei residenti mentre i neri non rappresentavano che il 13,50% degli abitanti, pur essendo il gruppo più rilevante in Sudafrica.
L'81,54% della popolazione utilizza come lingua madre l'inglese, l'8,44% l'afrikaans e il 3,53% la lingua xhosa.

## Galleria d'immagini

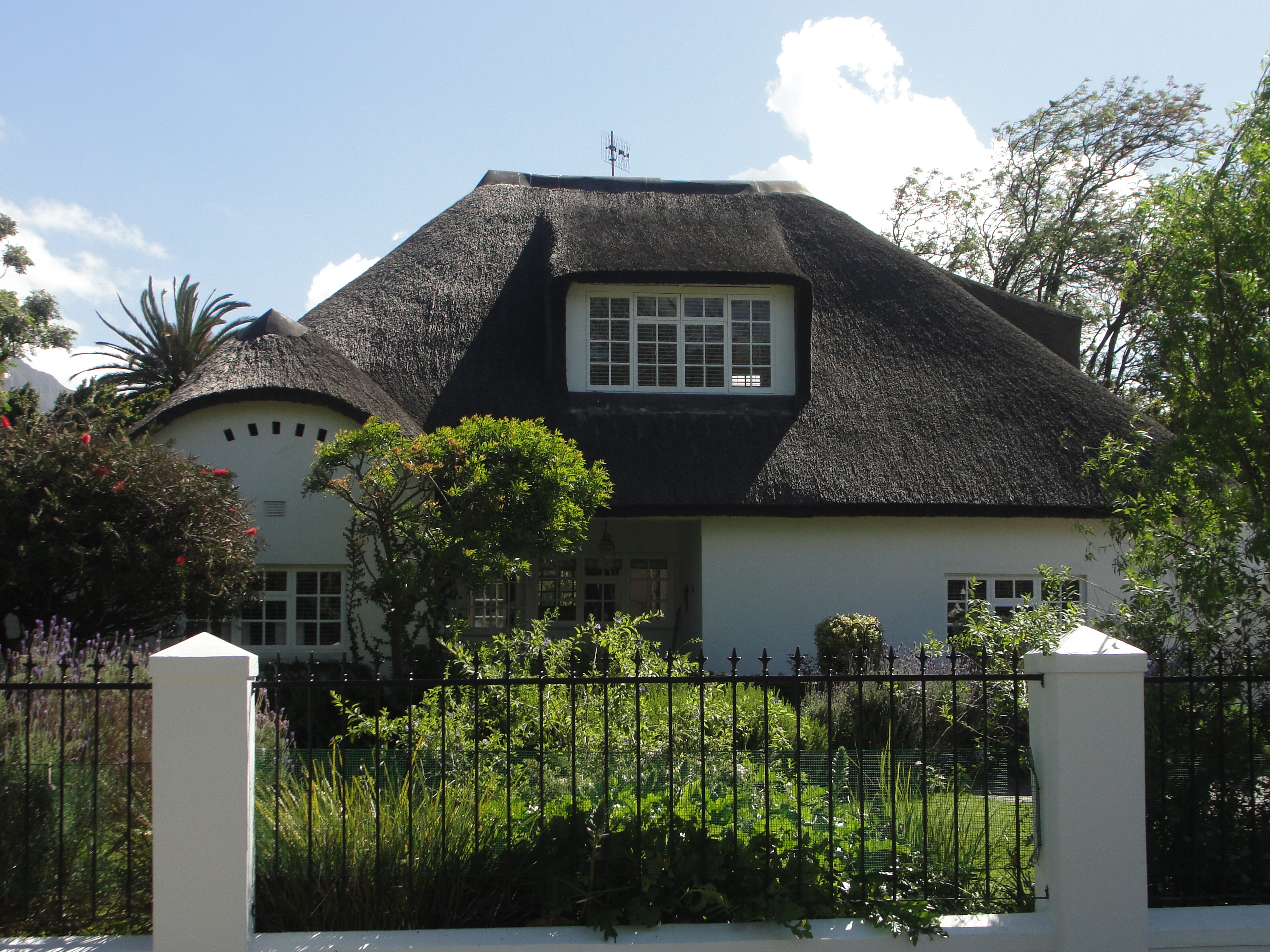
11 The Mead
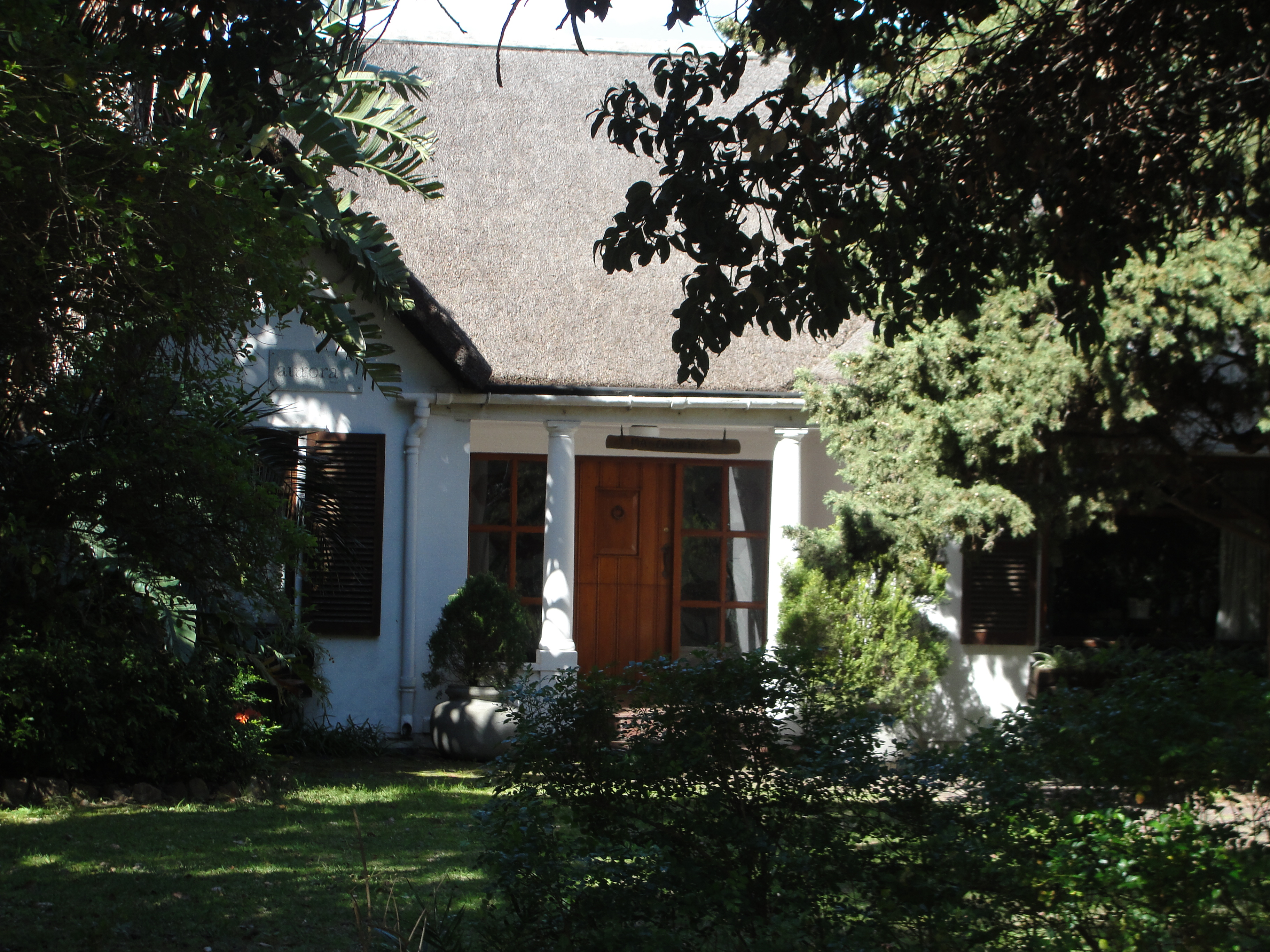
8 The Mead
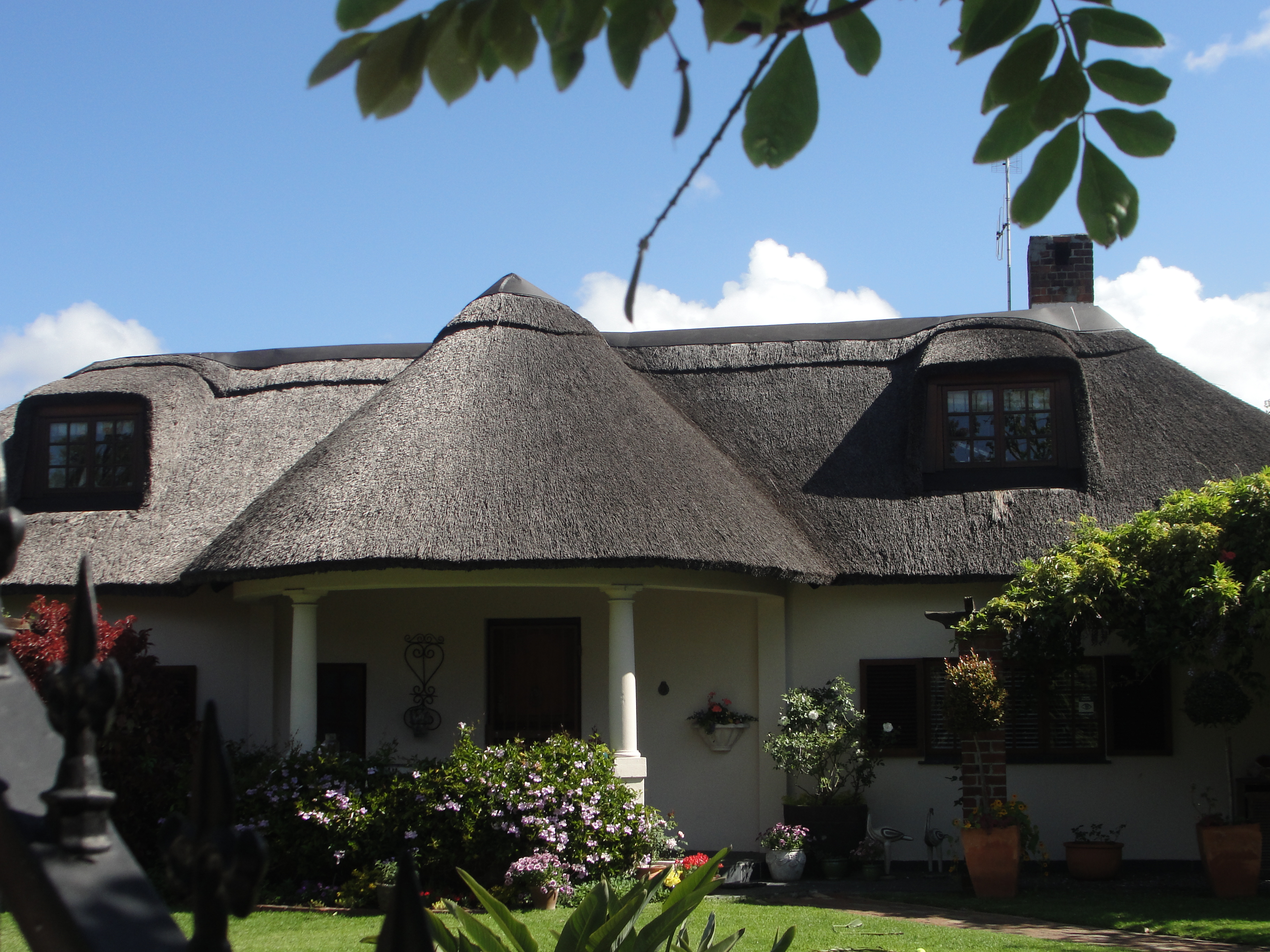
7 The Mead